# آنجلو در جنگل اسرارآمیز
آنجلو در جنگل اسرارآمیز یک فیلم پویانمایی فرانسوی به کارگردانی الکسیس دوکورد و وینسنت پارونو است که در سال ۲۰۲۴ منتشر شد. این فیلم اقتباسی از کتاب کمیک «در جنگل تاریک و اسرارآمیز» نوشته وینسنت «وینشلوس» پارونو است که در سال 2016 منتشر شد.
داستان آنجلو در جنگل اسرارآمیز، به آثار صنعتی شدن جوامع انسانی و آسیب‌های جبران ناپذیر این روند، به طبیعت و محیط زیست می‌پردازد.

## خلاصه داستان
این پویانمایی داستان پسر بچه‌ای را روایت می‌کند که در مسیر خانه مادر بزرگ خود که در بستر مرگ است در جنگل گم می‌شود و طبیعت و حیوانات و جانوران به او یاری می‌رسانند.

## برگه فنی
- عنوان آنجلو در جنگل اسرارآمیز
- تحقق: الکسیس دوکورد و وینسنت پارونو
- سناریو: وینسنت پارونو
- موسیقی: اولیویه برنه
- کشور مبدأ: فرانسه - لوکزامبورگ
- قالب: رنگ‌ها
- جنسیت: انیمیشن و ماجراجویی
- تاریخ انتشار:
  - فرانسه :23 (انتشار ملی)[۱]

## توزیع
- Prune Bozo: Zaza
- Philippe Katerine: Fabrice l'écureuil
- José Garcia: Ultra
- Yolande Moreau: Mémé
- Boris Rehlinger: Franky
- Jérôme Pauwels: Angelo l'aventurier et Ragnard le boucher
- Augustin Jacob: Nuage et le père de Fabrice
- Antoine Tomé: Ogre
- Raphaël Lamarque: Léo
- Benjamin Carlier: le père d'Angelo
- Marie Nonnenmacher: la mère d'Angelo
- Stephan Kalb: Spectre
- Emmanuel Garijo: les robots
- Vincent Paronnaud: Pizza